# Le Sourire des femmes
Pour plus de détails, voir Fiche technique et Distribution.
Le Sourire des femmes (Das Lächeln der Frauen) est une comédie romantique allemande réalisée par Gregor Schnitzler, diffusée en 2014. Il s'agit de l’adaptation du roman éponyme allemand de Nicolas Barreau, le pseudonyme de Daniela Thiele (de).

## Synopsis
André Chabanais est séduit par le sourire de la propriétaire d'un restaurant parisien, Aurélie Bredin, qu'il décide d'en faire l'héroïne d'un roman dans une autre histoire. Il présente le manuscrit à un éditeur sous le pseudonyme Robert Miller, un soi-disant anglais qui ne bouge pas de chez lui à la campagne. Cette œuvre connait un énorme succès. Lorsqu'un jour, l'éditeur demande à l'auteur de passer à Paris pour la promotion et Aurélie désire rencontrer l'écrivain, André se sent pris au piège…

## Fiche technique
- Titre original : Das Lächeln der Frauen
- Titre français : Le Sourire des femmes
- Réalisation : Gregor Schnitzler
- Scénario : Silke Zertz, d'après le roman éponyme de Nicolas Barreau, pseudonyme de Daniela Thiele (de)[1]
- Costumes : Ivana Milos
- Photographie : Philipp Kirsamer
- Montage : Moune Barius
- Musique : Siggi Mueller et Jörg Magnus Pfei
- Production : Andreas Bareiß
- Sociétés de production : TV-60 Filmproduktion ; Zweites Deutsches Fernsehen (ZDF) (coproduction)
- Société de distribution : Universum Film AG
- Pays d'origine :  Allemagne
- Langue originale : allemand
- Genre : comédie romantique
- Durée : 89 minutes
- Dates de diffusion :
  - Allemagne : 22 novembre 2014 sur ZDF
  - France : 26 mars 2015 sur M6[1]

## Distribution
source : RS Doublage
- Melika Foroutan (VF : Laura Blanc) : Aurélie Bredin
- Benjamin Sadler : André Chabanais
- Hans-Jochen Wagner (VF : Jérôme Rebbot) : Adam Goldberg
- Julia Richter : Bernadette
- Christoph Letkowski (VF : Fabrice Josso) : Caesar
- Roeland Wiesnekker : Jacquie
- Armin Rohde (VF : Vincent Grass) : Jean-Paul Monisignac
- Teresa Harder (VF : Marie-Martine) : Madame Petit
- Muriel Wimmer (VF : Joséphine Ropion) : Florence Mirabeau
- Catherine Bode (VF : Flora Kaprielian) : Michelle Auteuil
- Rolf Kanies : Monsieur Chagall
- Stephan Szasz (VF : Luc Bernard) : Claude
- Anna Böttcher : Hélène

## Production

### Développement
Le roman éponyme a été publié en 2012 sous la consonance pseudonyme française Nicolas Barreau, qui, selon la critique d'Elmar Krekeler du journal Die Welt, n'est autre que l'auteur et éditeur allemand Daniela Thiele (de).

### Tournage
Le réalisateur Gregor Schnitzler et son équipe ont commencé à filmer à partir du 28 octobre 2013, entre Paris et Berlin.

## Accueil

### Audiences
Le Sourire des femmes, diffusé en avant-première le 22 novembre 2014 sur ZDF, attire 4,67 millions de téléspectateurs, soit 13.0 % de part de marché.